# Mahua (bánh)
Bánh ma hoa (tiếng Trung: 麻花; Hán-Việt: Ma Hoa; bính âm: Máhuā) là món bánh rán Trung Quốc, tạo hình xoắn vặn, rán trong dầu lạc.

## Giới thiệu
Truyền thuyết kể rằng Sài Văn Tấn (柴文进), một người thuộc thời Đông Hán đã phát minh ra bánh ma hoa . Nó chủ yếu được sản xuất ở huyện Hàm Dương của tỉnh Thiểm Tây, huyện Tắc Sơn của Sơn Tây, Sùng Dương của Hồ Bắc, Thiên Tân và Hồ Nam. Trong số đó, Tắc Sơn ở Sơn Tây nổi tiếng với bánh ma hoa ngọt thơm và mặn, trong khi huyện Sùng Dương ở Hồ Bắc nổi tiếng với bánh xoắn nhỏ và Thiên Tân là nổi tiếng nhất. 
Trong thời Đông Hán, mọi người tổ chức lễ hội kéo dài ba ngày, trong đó họ không được phép sử dụng lửa. Việc không có lửa đồng nghĩa với việc mọi người không thể nấu ăn trong lễ hội. Để ăn, mọi người cần chuẩn bị thức ăn không dễ hư hỏng, trước lễ hội. Do đó, hình thức ban đầu của ma hoa, một loại bột chiên với mật ong, đã được phát minh ra. Bởi vì ma hoa ban đầu có thể được giữ tươi trong một thời gian dài, nên nó là một món ăn nhẹ tốt cho lễ hội. 
Bánh ma hoa có vẻ ngoài vàng sáng, có thể dùng hoặc không dùng bột nở nhưng thường đặc chắc hơn dầu cháo quẩy.
Một trong những cửa tiệm nổi tiếng là cửa hàng bánh Ma Hoa trên phố 18, Thiên Tân vì cửa tiệm này nguyên gốc từ khu phố cổ từ thế kỷ 18.
Món bánh này cực kỳ phổ biến ở Panama, nơi đây, nó đã trở thành món ăn "quốc dân" và mang tên ''mafá''. Món bánh này du nhập vào đây do những người nhập cư Trung Quốc trong suốt thế kỷ 19.
Có một món biến tấu của bánh ma hoa màu xanh, màu sắc và hương vị được tạo ra nhờ bột tảo biển.
Ở Việt Nam có món bánh quẩy thừng tẩm đường và cách làm tương nhự như bánh Ma Hoa; và ngon nhất là "Bánh quẩy Hồ Tây" trứ danh ở Hà Nội.